# 1996 en Suisse
Chronologie de la Suisse
- 1992
- 1993
- 1994
- 1995
- 1996
- 1997
- 1998
- 1999
- 2000

## Gouvernement au1erjanvier 1996
- Conseil fédéral[1]:
  - Jean-Pascal Delamuraz, (PRD/VD), président de la Confédération
  - Arnold Koller, (PDC/AI), vice-président de la Confédération
  - Moritz Leuenberger, (PS/ZH)
  - Kaspar Villiger, (PRD/LU)
  - Flavio Cotti, (PDC/TI)
  - Adolf Ogi, (UDC/BE)
  - Ruth Dreifuss, (PS/GE)

## Évènements

### Janvier
Mercredi 3 janvier 
- Les Luzerner Neuste Nachrichten et la Luzerner Zeitung pour donner naissance à la Neue Luzerner Zeitung.

 Dimanche 28 janvier 
- Élection complémentaire au gouvernement zurichois. Markus Notter (PSS) est élu pour occuper le siège de Moritz Leuenberger, nouveau conseiller fédéral.

### Février
Vendredi 9 février 
- Inauguration, à Neuchâtel, du Centre international d'étude du sport, créé par la FIFA, l'université et la ville de Neuchâtel.

 Jeudi 22 février 
- La navette spatiale Columbia s’envole de Cap Kennedy avec à son bord l’astronaute Claude Nicollier dont c’est le 3e vol dans l’espace.

### Mars
Jeudi 7 mars 
- Fusion dans l’industrie chimique et pharmaceutique suisse. Les groupes Ciba et Sandoz s'unissent pour former le 2e groupe pharmaceutique mondial sous le nom de Novartis.

 Dimanche 10 mars 
- Votations fédérales. Le peuple approuve, par 1 052 052 oui (76,2 %) contre 329 153 non (23,8 %), l’arrêté fédéral concernant la révision de l'article constitutionnel sur les langues.
- Votations fédérales. Le peuple approuve, par 1 250 728 oui (91,6 %) contre 114 105 non (8,4 %), l’arrêté fédéral sur le transfert de la commune bernoise de Vellerat au canton du Jura.
- Votations fédérales. Le peuple rejette, par 775 087 non (56,3 %) contre 601 613 oui (43,7 %), l’arrêté fédéral supprimant la compétence cantonale en matière d'acquisition de l'équipement personnel des militaires
- Votations fédérales. Le peuple approuve, par 1 090 783 oui (80,8 %) contre 259 215 non (19,2 %), l’arrêté fédéral concernant l'abrogation de l'obligation de rachat des appareils à distiller et de prise en charge de l'eau-de-vie.
- Votations fédérales. Le peuple approuve, par 741 219 oui (53,9 %) contre 632 792 non (46,1 %), l’arrêté fédéral concernant la suppression des contributions fédérales aux places de stationnement près des gares.
- Élections cantonales en Thurgovie. Les cinq élus au Gouvernement sont Vreni Schawalder (PSS), Hans Peter Ruprecht (UDC), Philipp Stähelin (PDC), Roland Eberle (UDC, et Hermann Lei (PRD).
- Élection complémentaire à Nidwald. Arrivé en tête lors du premier tour, Paul Niederberger (PDC) est élu tacitement après le retrait des deux autres candidats.
- Élections cantonales à Uri. Les sept élus au Conseil d'État sont Gabi Huber (PRD), Hansruedi Stadler (PDC), Alberik Ziegler (PSS), Martin Furrer (PDC), Ambros Gisler (PDC), Peter Mattli (PRD) et Anton Stadelmann (PDC).

 Mardi 12 mars 
- L'otage suisse Regula Susana Siegfried et sa compagne allemande Nicola Fleuchaus étaient relâchées par leurs ravisseurs au Costa Rica.

 Lundi 18 mars 
- Le Conseil fédéral décide la séparation des PTT en deux entités distinctes, la Poste et Télécom.
- Le Conseil fédéral alloue un crédit-cadre de 130 millions de francs aux organisateurs d’Expo 01.

 Mardi 19 mars 
- Pour la cinquième fois de son histoire, le HC Kloten devient champion de Suisse de hockey-sur-glace.

### Avril
Lundi 1er avril 
- José Ribeaud, rédacteur en chef de La Liberté durant six ans, prend sa retraite. La rédaction du quotidien fribourgeois sera désormais dirigée par Roger de Diesbach.

 Jeudi 4 avril 
- Swissair décide de concentrer ses vols intercontinentaux sur Zurich et de supprimer la plupart des vols long-courriers au départ de Genève.

 Lundi 15 avril 
- Inauguration de l'Office fédéral de l'économie des eaux, qui, dans le cadre de la décentralisation administrative, a quitté Berne pour Bienne.

 Dimanche 21 avril 
- Élections cantonales à Schwytz. Franz Marty (PDC) est l'unique élu au Gouvernement lors du premier tour.

 Samedi 27 avril 
- Réouverture, à Berne, de la fosse aux ours rénovée. Les travaux ont coûté 2,2 millions de francs.

### Mai
Jeudi 2 mai 
- L'Association suisse des banquiers et le Congrès juif mondial créent une commission mixte pour enquêter sur les fonds en déshérence dans les banques suisses. La présidence de la commission est confiée à l'ancien président de la Réserve fédérale américaine Paul Volcker.

 Mercredi 8 mai 
- Adia et Ecco fusionnent pour former le numéro un mondial du placement et du travail temporaire sous le nom d’Adecco.

 Samedi 11 mai 
- L'EuroAirport Bâle-Mulhouse-Fribourg fête son 50e anniversaire.

 Lundi 13 mai 
- Ouverture à Sierre (VS) du Centre romand d'enseignement à distance (CRED).

 Mardi 14 mai 
- Fusion des brasseries Hürlimann, à Zurich, et Feldschlösschen à Rheinfelden.
- Les Grasshoppers s’adjugent, pour la vingt-quatrième fois de leur histoire, le titre de champion de Suisse de football.

 Dimanche 19 mai 
- Élections cantonales à Schwytz. Les six élus lors du deuxième tour de l’élection au Gouvernement sont Richard Camenzind (PRD), Werner Inderbitzin (PDC), Oskar Kälin (PDC), Richard Wyrsch (PSS), Friedrich Huwyler (PRD) et Kurt Zibung (PDC).

### Juin
Mercredi 5 juin 
- Vernissage de l’exposition Édouard Manet à la Fondation Pierre Gianadda à Martigny.

 Dimanche 9 juin 
- Votations fédérales. Le peuple approuve, par 1 086 534 oui (77,6 %) contre 313 874 non (22,4 %), le contre-projet de l’Assemblée fédérale relatif à l'initiative populaire Paysans et consommateurs - pour une agriculture en accord avec la nature.
- Votations fédérales. Le peuple rejette, par 837 990 non (60,6 %) contre 544 630 oui (39,4 %), la loi sur l'organisation du gouvernement et de l'administration.
- Élection complémentaire au Conseil d'État vaudois. Josef Zisyadis (POP) est élu pour occuper le siège de Pierre-François Veillon, démissionnaire.

 Jeudi 20 juin 
- L’Autrichien Peter Luttenberger remporte le Tour de Suisse cycliste.
- Inauguration de la terrasse panoramique du Sphinx au Jungfraujoch.

 Lundi 24 juin 
- Le leader des réseaux câblés Cablecom annonce le rachat de Rediffusion, son principal concurrent.

 Vendredi 28 juin 
- Le fabricant de cigarettes Rothmans International rachète le groupe Burrus, dont les usines se trouvent à Boncourt (JU).

### Juillet
Mardi 2 juillet 
- Credit Suisse Holding annonce une restructuration prévoyant 5 000 suppressions d’emplois, dont 3 500 en Suisse.

 Dimanche 14 juillet 
- Décès à Brunegg (AG), à l’âge de 94 ans, de Jean-Rodolphe de Salis, ancien professeur d’histoire à l’École polytechnique fédérale de Zurich.

 Samedi 27 juillet 
- Aux Jeux olympiques d’Atlanta, le Zurichois Xeno Müller remporte le titre de champion olympique en skiff (aviron).

 Dimanche 28 juillet 
- Aux Jeux olympiques d’Atlanta, les Saint-Gallois Markus et Michael Gier remportent le titre de champions olympiques en double scull, poids légers (aviron).

 Lundi 29 juillet 
- Aux Jeux olympiques d’Atlanta, le Lucernois d’adoption Donghua Li remporte le titre de champion olympique au cheval-arçons (gymnastique).

 Mercredi 31 juillet 
- Aux Jeux olympiques d’Atlanta, le Vaudois Pascal Richard remporte le titre de champion olympique sur route (cyclisme).

### Août
Jeudi 8 août 
- Fusion entre l’entreprise suisse Adia et l’entreprise française Ecco pour former Adecco, qui devient le numéro un mondial du travail temporaire.
- 10 000 cheminots manifestent à Berne contre la baisse de salaires prévue par les CFF.

 Dimanche 25 août 
- Élections cantonales à Schaffhouse. Les cinq conseillers d'État sortants sont réélus : Peter Briner (PRD), Hans-Peter Lenherr (PRD), Ernst Neukomm (PSS), Hermann Keller (PSS) et Hans-Jörg Kunz (UDC).

 Mardi 27 août 
- Décès à Genève, à l’âge de 47 ans, du peintre, sculpteur et écrivain Martin Disler.

### Septembre
Jeudi 5 septembre 
- Après 30 ans d’activité, le cuisinier Frédy Girardet cède les fourneaux du Restaurant de l’Hôtel de Ville, à Crissier, à Philippe Rochat.

 Mercredi 11 septembre 
- Ouverture du 77e Comptoir Suisse à Lausanne. L’Expo 2001[pas clair][Quand ?] et l'Espace Mittelland en sont les hôtes d’honneur.
- Visite officielle d’Oscar Luigi Scalfaro, président de la République italienne.

 Lundi 16 septembre 
- Le Conseil fédéral donne son feu vert à la mise en place d'une commission d'experts chargée de faire la lumière sur le sort des avoirs des victimes de l'Holocauste et des fonds nazis déposés en Suisse durant la Seconde Guerre mondiale.

### Octobre
Mardi 1er octobre 
- Mise en circulation du nouveau billet de 20 francs, orné du portrait d’Arthur Honegger.

 Jeudi 3 octobre 
- Ouverture du musée Tinguely à Bâle.

 Mercredi 23 octobre 
- 15 000 paysans manifestent devant le Palais fédéral, à Berne. Des heurts opposent quelques manifestants aux policiers.

 Vendredi 25 octobre 
- L'entreprise d'appareils électriques Landis & Gyr, à Zoug est rachetée par le groupe industriel Electrowatt.

 Samedi 26 octobre 
- 35 000 personnes manifestent sur la place Fédérale, à Berne, contre le démantèlement de la fonction publique.

### Novembre
Dimanche 3 novembre 
- Élections cantonales à Bâle-Ville. Seuls deux candidats sont élus au Conseil d'État au premier tour de scrutin : Jörg Schild (PRD) et Veronika Schaller (PSS).

 Lundi 4 novembre 
- Premier numéro de l’Aargauer Zeitung, fruit de la fusion entre l'Aargauer Tagblatt et le Badener Tagblatt.
- L'entreprise Fust rachète les magasins Jelmoli.

 Mercredi 13 novembre 
- La Neuchâteloise Assurances est absorbée par le groupe Winterthur. Cette décision entraîne la suppression de 150 emplois.

 Dimanche 17 novembre 
- Élections cantonales à Fribourg. Trois candidats sont élus au Conseil d'État lors du premier tour : Urs Schwaller (PDC), Michel Pittet (PDC) et Augustin Macheret (PDC).

 Jeudi 21 novembre 
- L'Université de la Suisse italienne ouvre ses portes en accueillant ses 394 premiers étudiants.

### Décembre
Dimanche 1er décembre 
- Votations fédérales. Le peuple rejette, par 1 138 301 non (53,7 %) contre 982 867 oui (46,3 %), l'initiative populaire « contre l'immigration clandestine ».
- Votations fédérales. Le peuple rejette, par 1 418 961 non (67,0 %) contre 697 874 oui (33,0 %), le projet de loi fédérale sur le travail dans l'industrie, l'artisanat et le commerce.
- Élections cantonales en Argovie. Les cinq élus au Gouvernement sont Silvio Bircher (PSS), Peter Wertli (PDC), Thomas Pfisterer (PRD), Ulrich Siegrist (UDC) et  Stéphanie Mörikofer (PRD).
- Élections cantonales à Bâle-Ville. À l'issue du second tour, le Conseil d'État est complété par les cinq élus suivants : Ralph Lewin (PSS), Ueli Vischer (PLS), Stephan Cornaz (PRD), Barbara Schneider (PSS) et Hans Martin Tschudi (Parti social-démocrate).

 Dimanche 8 décembre 
- Élections cantonales à Fribourg. Le deuxième tour permet à Pascal Corminboeuf (hors-parti), Ruth Lüthi (PSS), Claude Grandjean (PSS) et  Claude Lässer (PRD) de siéger au Conseil d'État.

 Mercredi 11 décembre 
- Attaque à main armée contre le train Saint-Gall-Zurich entre Puidoux et Grandvaux (VD). Les malfaiteurs s’emparent de 26 sacs dans le fourgon postal.

 Jeudi 12 décembre 
- Inauguration d’un tronçon de 17,2 km de l'autoroute A1 entre Payerne (VD) et Greng.

 Vendredi 13 décembre 
- La Banque nationale suisse admet avoir acquis, entre 1939 et 1945 pour plus de 1,21 milliard de francs d'or nazi et affirme sa volonté de faire toute la lumière sur cette affaire dans laquelle les dirigeants de l’époque ont une lourde responsabilité.

 Jeudi 19 décembre 
- Décès, à l’âge de 85 ans, de l’homme politique valaisan Rodolphe Tissières.